# Asiablatta kyotensis
Asiablatta kyotensis — вид тараканов семейства Ectobiidae. Единственный вид рода Asiablatta. Эндемик Дальнего Востока. 24 июня 1962 года в Киото (Япония) был пойман неизвестный науке самец таракана. Позже он был описан как Parcoblatta kyotensis Асахиной в 1976 году.

## Место обитания
Собираются вокруг гниющих деревьев и мест излияния древесного сока.

## Распространение
Известно, что A. kyotensis встречается в Китае (Шанхай, Чжэцзян), Японии, южных и западных частях Южной Кореи.

## Внешний вид и строение
Длина тела самца около 14,5–18 миллиметров, длина передних крыльев — от 13 до 15,5 миллиметров. Взрослые самки имеют более широкое тело и немного более короткие крылья, чем взрослые самцы.